# Lac Pamvótis
Le lac Pamvótis (en grec moderne : λίμνη Παμβώτις) ou Pamvótida (Παμβώτιδα) ou lac de Ioánnina (λίμνη των Ιωαννίνων) est le plus grand lac de la région de l'Épire, dans le district régional de Ioánnina, au nord de la Grèce. 
Deux villes se trouvent sur les rives du lac, Ioánnina à l'ouest et Pérama au nord. Le reste est composé essentiellement de terres agricoles et de zones humides. Il possède une île habitée, l'île de Ioannina, reliée par des services réguliers de bateaux et ferries. La route nationale 6 entoure la moitié nord du lac.

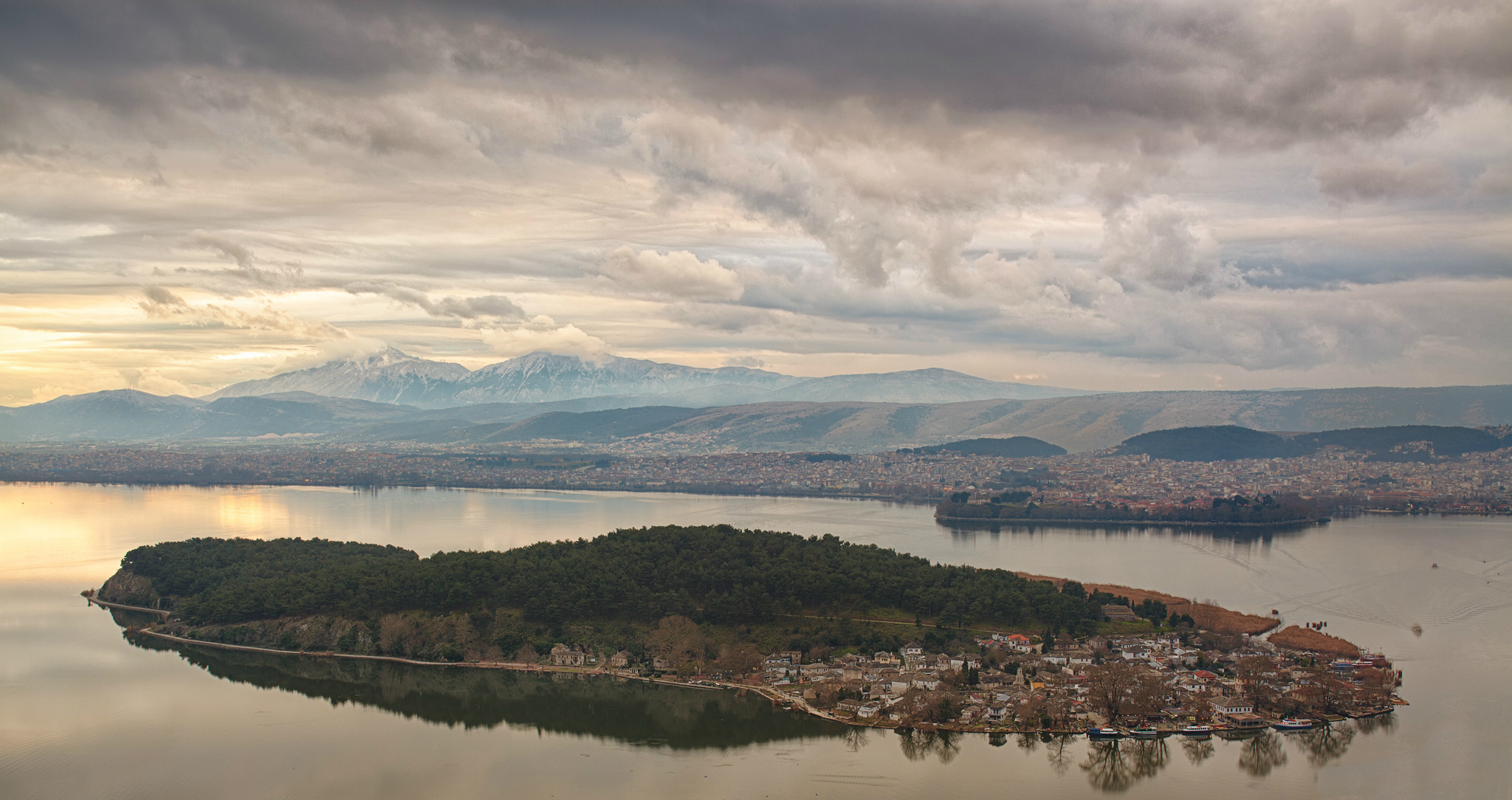
L'île de Ioannina, au milieu du lac.

## Géographie
Le lac Pamvótis est situé à 470 m d'altitude, au sud des monts Mitsikeli (en), il est alimenté par de nombreux petits cours d'eau. Il ne possède pas de cours d'eau émissaire mais ses eaux s'écoulent au travers de dolines karstiques.
En 1960, un tunnel et un fossé ont été creusés pour drainer l'extrémité nord du lac vers le fleuve Thiamis. La petite île habitée de Ioannina, où Ali Pacha de Janina s'est réfugié pendant les derniers jours de sa vie, est située près de la rive nord.

## Biodiversité
L'urbanisation et la pollution menacent l'écosystème du lac, qui abrite de nombreux petits mammifères, des oiseaux et une faune piscicole riche. L'eutrophisation se traduit par la prolifération des algues en été. Le lac possède une espèce endémique, le Pelasgus epiroticus. Deux espèces de bryozoaires ont été récemment signalées dans le lac. Des espèces d'Ectoprocta ont également été recensées récemment.

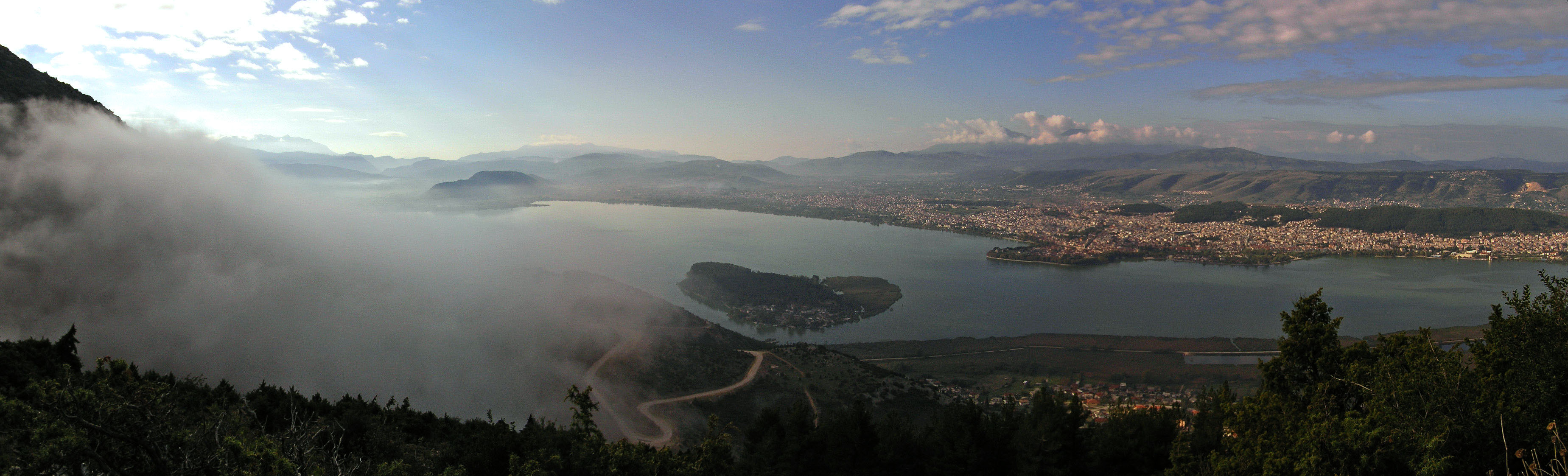
L'île et la ville de Ioánnina, sur le lac Pamvótis.

## Source
- (en) Cet article est partiellement ou en totalité issu de l’article de Wikipédia en anglais intitulé « Lake Ioannina » (voir la liste des auteurs).